# Sinagoga Española y Portuguesa (Westminster)

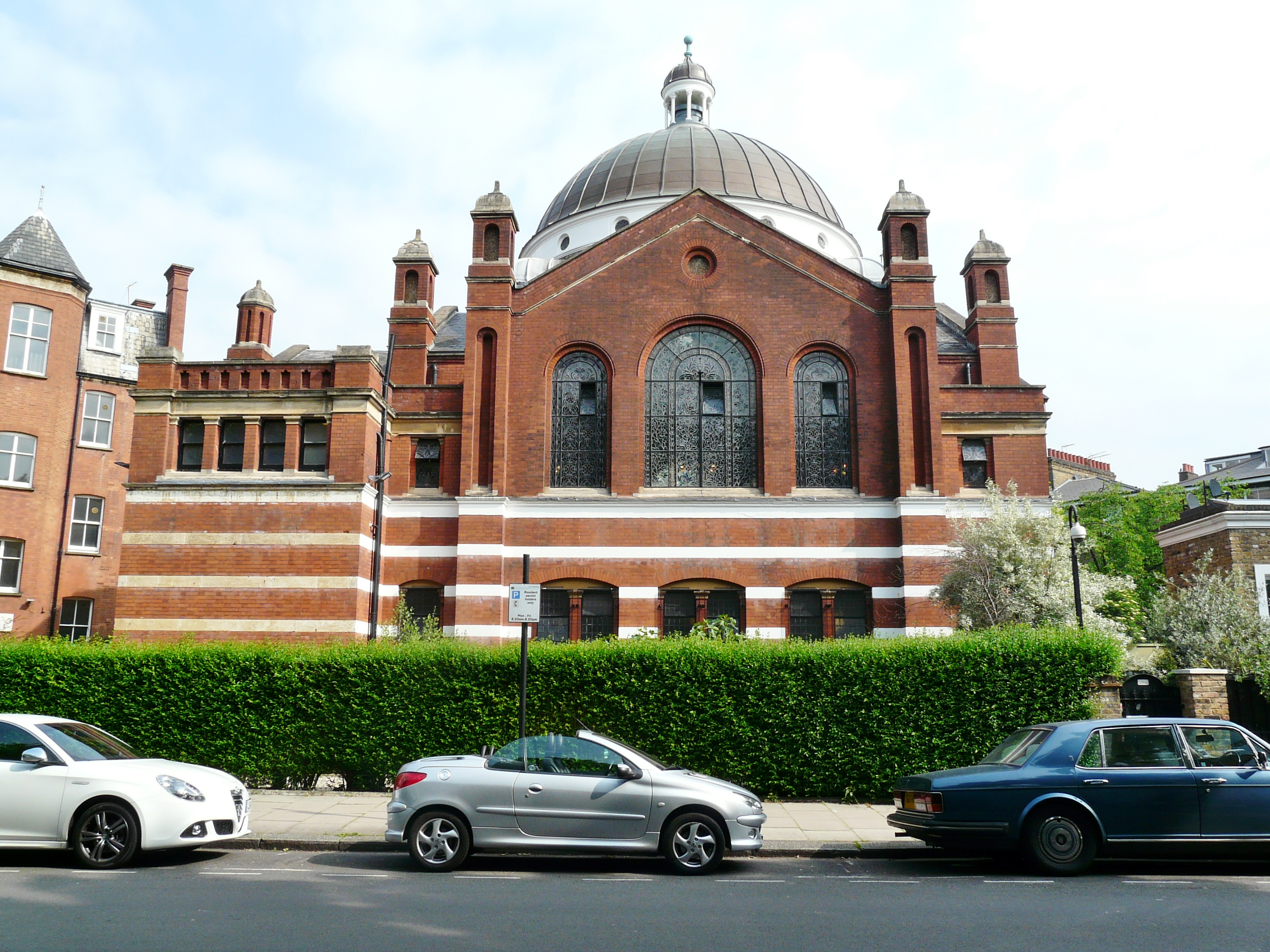
La fachada principal de la sinagoga

La sinagoga comunitaria Española y Portuguesa (en inglés: Spanish & Portuguese Sephardi Community Synagogue) es una sinagoga sefardí de finales del siglo XIX en Maida Vale, Ciudad de Westminster (oeste de Londres), Reino Unido. El edificio historicista, construido al estilo bizantino, es sede comunitaria y religiosa de la comunidad judía más antigua del Reino Unido y la más grande de origen sefardí del país, que también ocupa las sinagogas de Bevis Marks y de Holland Park. La sinagoga es también conocida por el nombre de sinagoga de Lauderdale Road, debido a su ubicación en la vía homónima. Con los años, se ha convertido en una de las comunidades sefardíes más influyentes de Europa Occidental.
Desde comienzos del siglo XXI, la sinagoga, junto con la sinagoga de Bevis Marks (recién declarada por el rey Carlos III monumento de alto valor histórico), han servido para la exposición de temas de la herencia judeoespañola y judeoportuguesa en el Reino Unido. La sinagoga también cuenta con un coro especializado en música sefardí.

## Historia
Los primeros sefardíes asentados en Londres fueron emigrados de Países Bajos, país en el que, tras la expulsión de sus ancestros de España, y más tarde de Portugal, se asentaron (en marco de las Diecisiete Provincias), formando una de las comunidades sefardíes más prominentes de Europa Occidental, con importantes sinagogas como la Esnoga (principal templo sefardí de Ámsterdam, con su famosa biblioteca). Si bien, las persecuciones antijudías en tierras neerlandesas en el siglo XVII propiciaron que parte de los judíos volvieran a emigrar, estableciéndose algunos en las islas británicas (la construcción de la mencionada sinagoga es posterior a esta ola migratoria). En Londres, se asentaron al oeste de la ciudad, donde, al no tener permiso para ejercer la mayoría de sus profesiones, ni dedicarse al comercio (por la feroz objeción de los comerciantes locales), establecieron negocios financieros, convirtiéndose con el tiempo en una comunidad acomodada (aunque pequeña). La lengua comunitaria de estos judíos era principalmente el judeoespañol en su versión occidental más temprana, con influencias neerlandesas. Sin embargo, seguían teniendo restricciones sobre su culto religioso; solo en enero de 1657, tras la intervención a su favor de Oliver Cromwell, lord protector de la Mancomunidad de Inglaterra, Escocia e Irlanda, quien estaba al tanto de sus logros comerciales en Países Bajos —país que se había convertido en principal rival comercial de los británicos—, podían practicar sus rituales en sus domicilios sin temor a represalias (por primera vez desde su expulsión tres siglos y medio antes por Eduardo I), si bien no se les consentía erigir su propio lugar de culto.
Hasta mediados del siglo XIX, solo había una sinagoga sefardí en todo Gran Londres, la de Bevis Marks, a las afueras del este de la ciudad. En este lugar se había congregado en el siglo XVIII una comunidad más pobre de judíos emigrados de España y Portugal, la mayoría criptojudíos huidos de las inquisiciones española y portuguesa de ese siglo. Estos refugiados mantenían vivas las costumbres hispánicas y conversaban en español y, en menor medida, portugués dentro del ámbito comunitario y familiar (a la vez que empleaban el inglés cada vez más dada su rápida integración en la sociedad británica). Cabe notar que los judíos llegados en aquella época no hablaban judeoespañol sino la variedad contemporánea del español peninsular (salvo el uso del hebreo y términos judeoespañoles dentro del ámbito religioso). Sus costumbres y lengua hispanas propiciaron que, por un tiempo, los londinenses se refirieran a Bevis Marks como la Pequeña España (Little Spain).
A mediados del siglo XIX, la comunidad sefardí del oeste de Londres, el más rico, se fue creciendo, con cada vez más miembros llegados de otras partes de la capital, incluido el este de la ciudad, resultando en un declive de la presencia judía en Bevis Marks. A medida que la comunidad crecía en prosperidad y el oeste de Londres emergía como el distrito más codiciado de la capital, este movimiento se fue acelerando, favoreciendo por ende la construcción de un templo sefardí en este lado de la metrópoli. El primer edificio fue erigido en 1853 en la Wigmore Street, si bien poco después, en 1867 la congregación se trasladó a un edificio cerca de Marble Arch. En la década de 1880, con la evolución del Londres victoriano, la reforzada comunidad continuó desplazándose todavía más hacia el oeste, hacia Maida Vale, donde fijaría su centro residencial y comunitario. En 1892, el 62 % de los miembros de la comunidad sefardí londinense vivían en el oeste-noroeste de la capital, haciendo necesaria la construcción de una sinagoga principal en esta zona.

### El edificio
En 1896, se inauguró la sinagoga de Lauderdale Road, construida en estilo historicista bizantino con motivos indo-sarracenos, siguiendo un diseño realizado por el estudio de arquitectura Davis & Emanuel. La ostentosidad de su arquitectura y diseño interior refleja el éxito de la comunidad sefardí londinense (y británica en general) en el ámbito del comercio internacional hacia finales del siglo XIX.

Las salas del edificio incluyen un alto techo abovedado, grandes vidrieras dispuestas en hendiduras arqueadas, alfombras tapizadas que cubren los suelos de madera pulida y un esplendoroso gran hejal.

Interior de la sinagoga
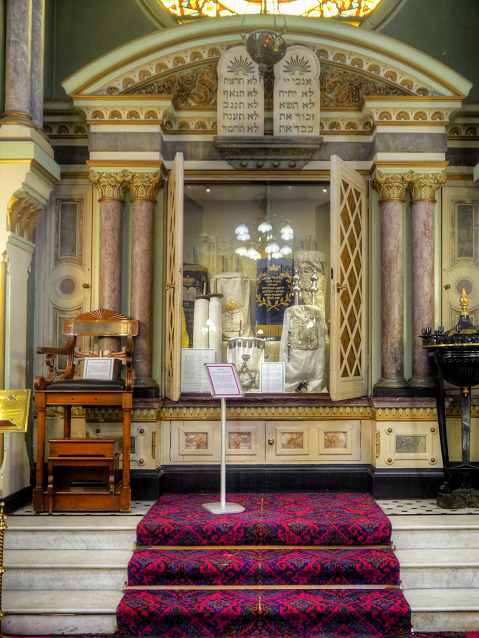
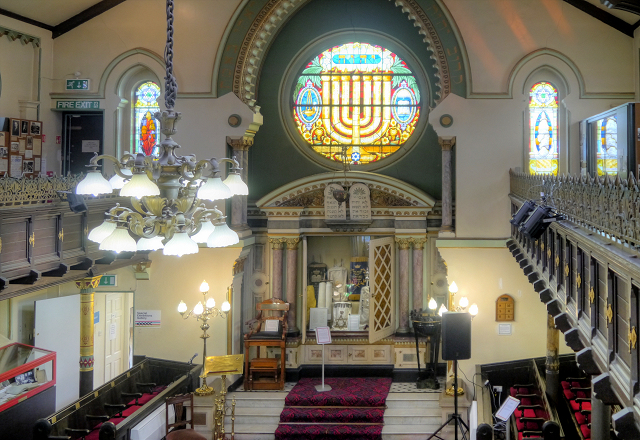
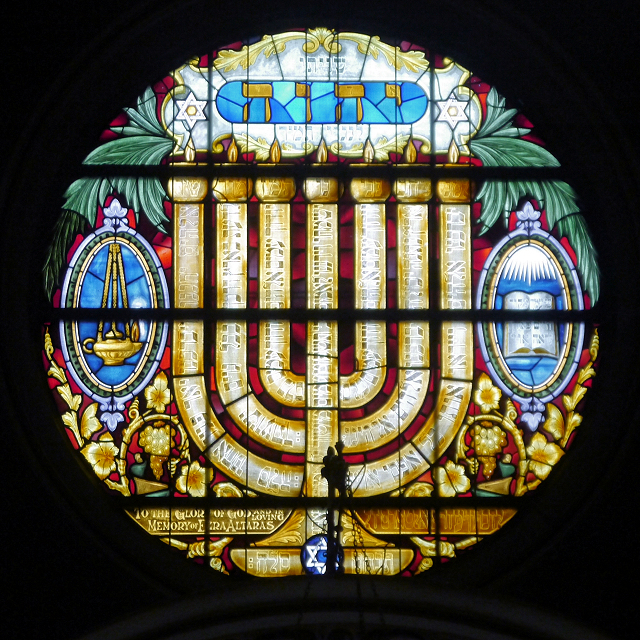

### La comunidad

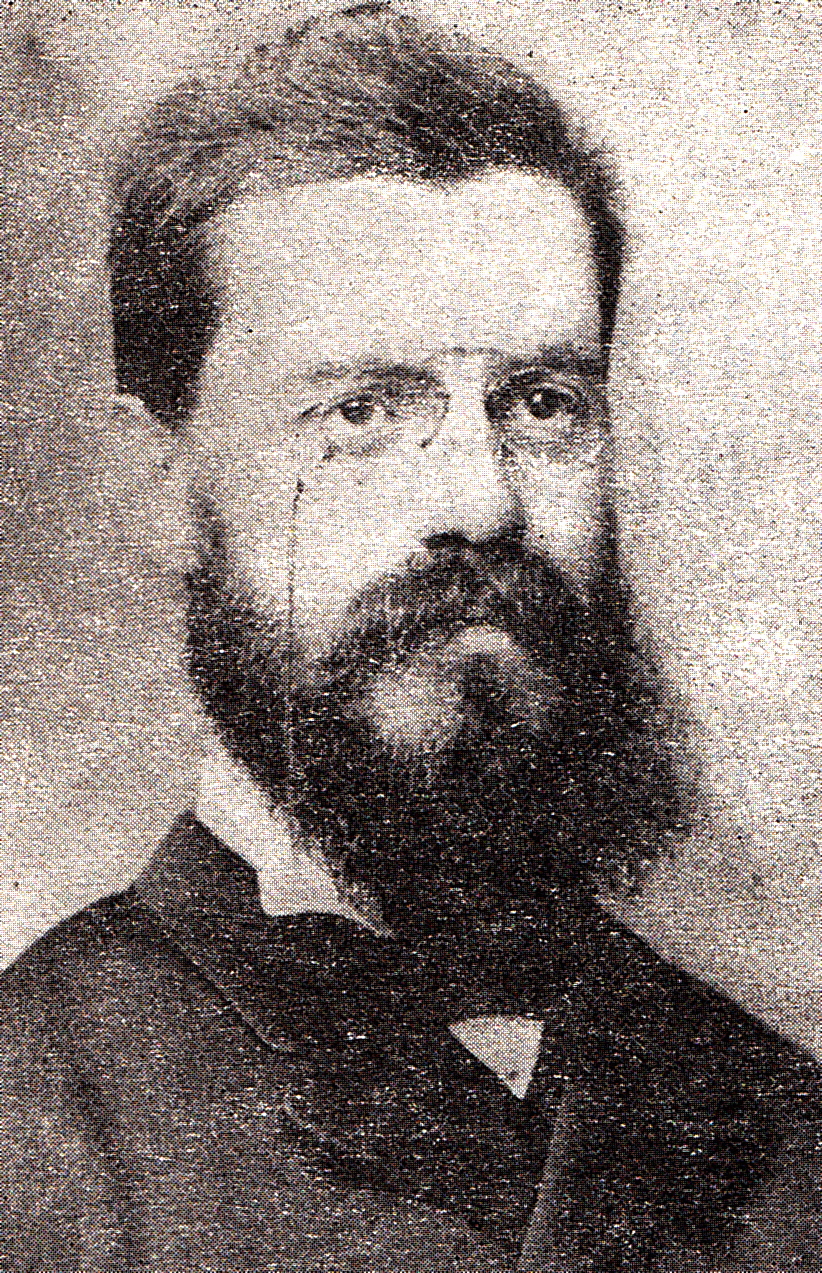
Moses Gaster, primer líder de la comunidad sefardí de Londres y activista sionista.

La historia de la sinagoga está estrechamente relacionada con la nobleza anglojudía victoriana; muchas de las familias más destacadas del judaísmo victoriano estaban asociadas con este templo, como las familias Sassoon y Montefiore. En esta época, la comunidad sefardí desempeñaba un papel importante en movimientos afines, tanto políticos, como el surgimiento del sionismo británico, como culturales —entre otros, predominante en el esfuerzo mundial por compilar y preservar la herencia sefardí—. Entre 1887 y 1917, la comunidad estuvo liderada por Moses Gaster, un jajam de origen rumano (nacido en Bucarest), quien promovía ambas actividades, destacándose dentro de la comunidad judía británica en general. La primera reunión preparatoria de la Declaración Balfour se celebró en el propio domicilio de Gaster.
La llegada a la presidencia de la comunidad del empresario y político Edward Albert Sassoon (segundo baronet de Sassoon) marcó el comienzo de la llegada de un número cada vez mayor de congregantes que no eran de ascendencia ibérica, sino judíos mizrajíes originarios de comunidades de Oriente Próximo y Medio (él mismo, aunque nacido en el Bombay británico, era hijo de un judío bagdadí, fundador de la dinastía). Al mismo tiempo, el rabino mayor de la comunidad durante más de tres décadas (1920-1953), el jerosolomitano Shem Tob Gauguín, dirigió un esfuerzo etnográfico a gran escala para compilar toda la diversidad de costumbres sefardíes (y más tarde mizrajíes), actividad que quedó reflejada en su magnum opus Keter Shem Tob (no confundir con Keter Shem Tov).
En esta época, los miembros de la comunidad también comenzaban a disfrutar de prominencia política. Philip Sassoon, quien entre 1924 y 1929, y nuevamente entre 1931 y 1937, se desempeñó como Subsecretario de Estado del Aire (precedente del Ministerio del Aire) y luego como Primer Comisionado de Trabajos y Construcciones Públicas hasta su muerte en 1939, fue miembro y donante de la comunidad. Otro miembro destacado fue Leslie Hore-Belisha, quien desempeñó el cargo de Ministro de Transporte entre 1934 y 1937, y luego de Secretario de Estado para la Guerra, de 1937 a 1940 (incluidos el período de preparación y primeros seis meses de la Segunda Guerra Mundial). La creciente prosperidad de la comunidad sefardí londinense quedó patente en el cierre de instituciones de carácter social por prescindibles, como el orfanato de la propia sinagoga, cerrado en 1940, o las viviendas sociales adyacentes a la antigua sinagoga de Bevis Marks, en el este de la ciudad (de donde originalmente procedían las familias más humildes de la congregación). 
Durante la Segunda Guerra Mundial, la sinagoga sufrió daños causados por las redadas aéreas alemanas, además de grandes pérdidas entre sus varones jóvenes, cuya gran mayoría combatieron en ambas guerras mundiales. En la segunda mitad del siglo XX, se vio un deterioro en la herencia sefardí de la comunidad, a pesar de los éxitos materiales y políticos de sus miembros, debido a la creciente asimilación, tanto en la comunidad asquenazí, cada vez más prominente, como en la sociedad británica en general; este último resultando en el abandono de la comunidad y los matrimonios mixtos entre miembros y no miembros (tanto judíos como no judíos). Aquello dio pie a que la congregación de origen predominantemente español y portugués comenzara a reducirse dentro de su propia comunidad. 
Sin embargo, desde principios del tercer milenio ha habido un renovado empeño —englobado en un esfuerzo a nivel mundial por conservar y promover la herencia sefardí—, que ha puesto la sinagoga Española y Portuguesa en el centro de las actividades de preservación de la historia de los judíos sefardíes en Londres y el Reino Unido.